# Nouvelle Armée populaire
Pour les articles homonymes, voir NPA et BHB.
La New People's Army ou NPA (philippin : Bagong Hukbong Bayan ou BHB ; français : Nouvelle Armée populaire) est la branche armée du Communist Party of the Philippines-Marxist Leninist (Parti communiste des Philippines-marxiste-léniniste). De nombreuses altercations avec l'armée philippine, dégénérant souvent en affrontements armés, ont causé un nombre de victimes estimé à 40 000.

## Sources du conflit aujourd'hui
Les injustices économiques, couplées à des abus de pouvoirs prégnants dans un pays doté d'une démocratie très imparfaite sont les principaux maux qui alimentent ce mouvement révolutionnaire.
Les inégalités sociales sont fortes aux Philippines tandis qu'une grande partie de la population vit dans la pauvreté : en 2019, 20 % de la population vit avec moins de deux dollars par jour, ce qui est selon les experts une des clés de la longévité de la NPA.
Dans certaines parties de Mindanao, un autre facteur vient s'ajouter à ceux précédemment cités : en effet, sur cette île, les ressources naturelles sont l'objet de convoitises de la part des multinationales. Les destructions et pollutions engendrées par leurs activités portant souvent préjudice aux populations Lumads, vivant dans les massifs forestiers. Ainsi, sur Mindanao, on retrouve une forte connivence entre les intérêts des populations Lumads (dites « indigènes ») et la NPA. Ce facteur peut expliquer pourquoi la guérilla est principalement présente sur Mindanao.
Il est a noté que le mouvement revendique également l'égalité homme femme ainsi que la défense des homosexuels.

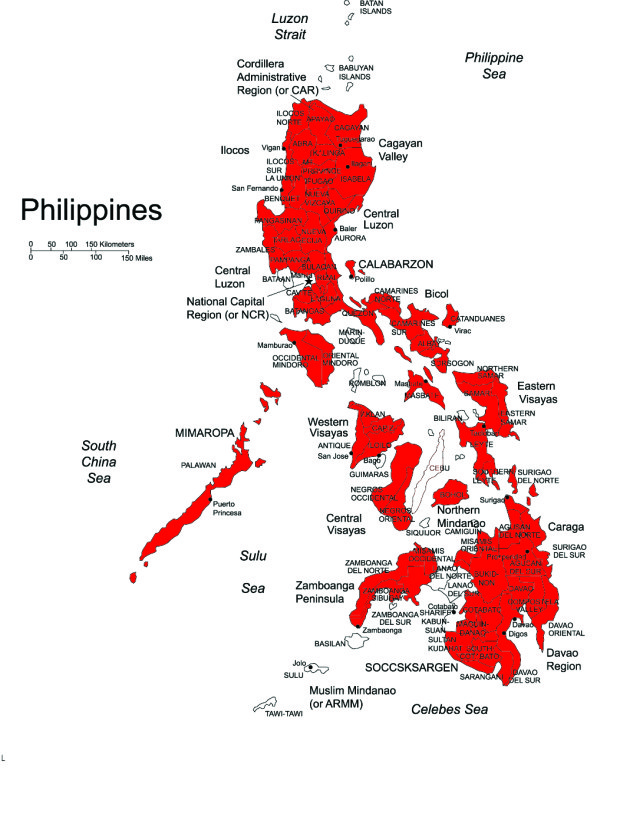
Présence de la NPA dans l'archipel des Philippines à compter du 28 mars 2018. La couleur rouge dénote la présence des unités permanentes de la NPA, des milices populaires, et des unités d'autodéfense des organisations de masse.

## Historique
En 1948, une première rébellion communiste a démarré aux Philippines menée par le Hukbalahap qui a finalement déposé les armes au début des années 1960.
Le Communist Party of the Philippines-Marxist Leninist est fondé le 26 décembre 1968 par José Maria Sison, exclu du Partido Komunista ng Pilipinas (Parti communiste philippin) en 1967. La New People's Army est fondée comme sa branche armée le 29 mars 1969, placée sous le contrôle de la Commission militaire du parti. Elle entend conduire la révolution contre l’accaparement des terres par les grandes familles et le régime en place. La loi martiale est proclamée en 1972 par le dictateur Ferdinand Marcos pour écraser la rébellion communiste naissante. La guérilla progresse jusqu'au début des années 1980, rassemblant jusqu'à entre 12 000 et 15 000 combattants au milieu des années 1980 et 25 000 en 1988, et est active dans l'ensemble des Philippines. Un cessez-le-feu est mis en place avec le gouvernement à la fin de l'année 1986, mais les combats reprennent à la suite de l'échec des négociations, compliquées par les tendances refusant le processus de paix au sein de l'organisation. À la fin des années 1980, après la chute de la dictature, la NPA connaît un déclin progressif, de nombreux combattants quittant l'organisation. Malgré le refus de José Maria Sison, des négociations, sans cessez-le-feu préalable, sont amorcées en 1992 avec le gouvernement aux Pays-Bas, entraînant des scissions et des exclusions dans l'organisation. Les négociations sont compliquées, et aucun cessez-le-feu n'est signé.

## Le conflit de nos jours
En 2025, les effectifs armés de la guérilla sont estimés à moins de 2 000 combattants. Les rebelles attaquent généralement des avant-postes militaires reculés et s'emparent des armes des soldats et policiers morts. Ils se financent en imposant un impôt révolutionnaire - 2 % de tout investissement - aux entreprises qui ont une activité dans les zones sous leur influence ainsi qu'aux éleveurs et aux hommes politiques. Les autorités estiment que la guérilla perçoit annuellement entre 200 millions de pesos (3,3 millions d'euros) et deux milliards de pesos (33,5 millions d'euros). L'organisation est placée sur la liste officielle des organisations terroristes des États-Unis, du Canada et de l'Union européenne.
La police abat quatorze paysans en mars 2019 dans le centre du pays, qu'elle présente comme des membres ou des sympathisants de la rébellion communiste. Pourtant, selon des associations, il s'agissait de civils engagés dans des luttes sociales. Neuf militants de gauche, faussement accusés d’être membre de la rébellion, sont exécutés par la police en mars 2021. L'accusation de « communistes » est parfois utilisé par les autorités pour se débarrasser de militants syndicaux ou écologistes. L’Église catholique des Philippines a dénoncé en 2023 une intensification de la militarisation dans les zones rurales et l'arrestation de prêtres et de dizaines d'autres personnes sous le prétexte d’être membres ou soutiens de « groupes communistes ou de terroristes armés ». L’Église souligne que « ceux qui défendent la terre, souvent propriété ancestrale des peuples indigènes, contre le développement de mines et de barrages, sont confrontés à l'armée philippine, qui utilise son pouvoir pour protéger les intérêts des sociétés multinationales. Les agriculteurs, qui cherchent des moyens de subsistance justes, décents et durables pour leurs familles et leurs communautés, sont souvent emprisonnés ou tués, tandis que les avocats qui tentent de les représenter sont agressés ou arrêtés ». Le Conseil œcuménique des Églises (CEC) qui s'est tenue à Genève en juin 2023, a lui aussi condamné les « graves violations des droits de l'homme » commises aux Philippines.
Le 31 octobre 2021, Jorge Madlos, alias Ka Oris, est abattu dans une embuscade à l'age de 74 ans. Très malade, il se rendait à moto se faire soigner avec un infirmier. Ils étaient désarmés. Ka Oris était le chef de la guérilla dans le sud-est du pays. Sa mort est considérée comme une grande victoire par les forces gouvernementales,,.